# Premio Maria Goeppert-Mayer

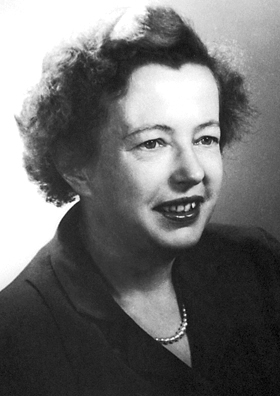
Maria Goepert-Mayer.

El Premio Maria Goeppert-Mayer es un galardón anual presentado por la Sociedad Estadounidense de Física en reconocimiento a la destacada contribución de una mujer a la investigación en física. Reconoce y realza los logros sobresalientes de las mujeres físicas en los primeros años de sus carreras.El premio se otorga desde 1986 y lleva el nombre de Maria Goeppert-Mayer, premio Nobel en 1963 junto con J. Hans D. Jensen y Eugene Paul Wigner. Goeppert-Mayer y Jensen recibieron el premio "por su descubrimiento del modelo de capas nuclear". Goeppert-Mayer fue la segunda mujer en recibir el premio Nobel de física después de Marie Curie.

## Galardonadas
Desde 1986 las galardonadas son:
| - 1986: Judith S. Young - 1987: Louise Dolan - 1988: Bonny L. Schumaker - 1989: Cherry A. Murray - 1990: Ellen Williams - 1991: Alice E. White - 1992: Barbara Hope Cooper - 1993: Ewine van Dishoeck - 1994: Laura H. Greene - 1995: Jacqueline Hewitt - 1996: Marjorie Ann Olmstead - 1997: Margaret Murnane - 1998: Elizabeth Beise - 1999: Andrea Ghez - 2000: Sharon Glotzer | - 2001: Janet Conrad - 2002: Deborah S. Jin - 2003: Chung-Pei Michele Ma - 2004: Suzanne Staggs - 2005: Yuri Suzuki - 2006: Hui Cao - 2007: Amy Barger - 2008: Vassiliki Kalogera - 2009: Saskia Mioduszewski - 2010: Alessandra Lanzara - 2011: Réka Albert - 2012: Nadya Mason - 2013: Feryal Özel - 2014: Ana María Rey - 2015: Gretchen Campbell | - 2016: Henriette Elvang - 2017: Maiken Mikkelsen - 2018: M. Lisa Manning - 2019: Alyson Brooks - 2020: Elisabeth Krause - 2021: Phiala E. Shanahan - 2022: Blakesley Burkhart - 2023: Prineha Narang |